# Atoukado
Atoukado est un jeu télévisé luxembourgeois de culture générale animé par Fabrice et Sophie Garel, diffusé chaque dimanche vers 16h30 sur RTL Télévision de 1981 à 1987, sur M6 le dimanche à 15h45 du 1er mars 1987 au 28 juin 1987, puis sur RTL-TVI de septembre 1987 à 1992.

## Histoire
Atoukado fait partie des émissions de RTL Télévision que Jean Stock intègre à la première grille des programmes de M6 dès son premier jour de diffusion le dimanche 1er mars 1987. Le jeu est ainsi également diffusé en France chaque dimanche à 15h45 jusqu'au 28 juin 1987.
Dès septembre 1987, le jeu se poursuit quatre années de plus en exclusivité sur la nouvelle chaîne belge de la CLT, RTL-TVI.

## Principe du jeu
Les deux candidats en lice se mesurent en répondant à des questions à choix multiples et en tentant de découvrir les mots mimés par les animateurs qui supportent chacun un candidat.
Une réponse correcte valait 20 points, mais en cas de réponse incorrecte Fabrice ou Sophie mimaient des mots valant 1 point chacun. Le vainqueur gagnait un voyage et le perdant remportait un téléviseur couleur. 
L'émission était enregistrée dans les studios VCF de Saint-Cloud. Lors de certaines séries d'enregistrements, Fabrice a été remplacé par Gérard Hernandez, puis définitivement par Georges Beller en 1985.

## Générique
Ce sont les premières notes de la chanson Le Pornographe de Georges Brassens qui en construisent le jingle.